# Dicladocera fulvicornis
Dicladocera fulvicornis är en tvåvingeart som beskrevs av Krober 1931. Dicladocera fulvicornis ingår i släktet Dicladocera och familjen bromsar. Inga underarter finns listade i Catalogue of Life.